# Anna Sobol-Wejman
Anna Sobol-Wejman (ur. 1946) – graficzka i malarka. Uprawia akwafortę, mezzotintę, litografię.

## Życiorys
Ukończyła krakowską Akademię Sztuk Pięknych w 1972 roku. Studiowała grafikę u prof. Mieczysława Wejmana i prof. Włodzimierza Kunza.
W 1995 roku zdobyła Grand Prix na Międzynarodowym Biennale Grafiki w Györ. W 2009 roku otrzymała nagrodę im. Wojtkiewicza. W grudniu 2009 roku minister kultury i dziedzictwa narodowego odznaczył ją brązowym medalem „Zasłużony Kulturze Gloria Artis”.
Prace w kolekcjach m.in. Biblioteki Narodowej w Warszawie, The Museum of Modern Art w Nowym Jorku, Graphische Sammlung Albertina w Wiedniu oraz w prywatnych kolekcjach m.in. we Francji, Japonii, Niemczech, Stanach Zjednoczonych.
Żona Stanisława Wejmana, grafika i malarza.